# Katić
Katić je hrvatsko prezime, matronim od imena Kata.
Katići u Hrvatskoj gotovo su većinom Hrvati, a rijetko kad i Srbi. Ima ih većim dijelom u općini Ogulin, a prema nekim izvorima su i iz okolice Stoca. U 20. stoljeću relativno najviše hrvatskih stanovnika s ovim prezimenom rođeno je u gradu Splitu i u okolici Ogulina. U naseljima Dobrenići i Mrežnički Brest koji se nalaze okolici Ogulina svaki treći stanovnik prezivao se Katić. Prezime Katić se prvi put pojavilo 1749. godine u izvoru "Porezni popis iz 18. stoljeća".
Solinski rod Katića ima nadimak 'Mornar', pa su nastala prezimena Katić-Mornar i Mornar.

## Poznate osobe
- Nikola Katić, hrvatski nogometaš (Ljubuški, 10. listopada, 1996.)
- don Lovre Katić  (1887. – 1961.), hrvatski povjesničar, iz solinskog roda Katić-Mornar